# Mrozowiccy herbu Prus III

Herb Prus III

Mrozowiccy – polski ród szlachecki pieczętujący się herbem Prus III
Pochodzenia staropruskiego, od II połowy XIII wieku obecny na Mazowszu, gdzie otrzymał od książąt mazowieckich w zamian za służbę wojskową nadania ziemskie na obszarze położonym na południe od dzisiejszej Warszawy w okolicach Grójca. W połowie XV wieku przyjęli nazwisko od  dóbr Mrozowice w ziemi bełskiej i do końca XVIII wieku pisali się z Mrozowic; byli wspólnego pochodzenia z senatorską rodziną Wieczwińskich vel Wieczffińskich vel Witwińskich, która w tym czasie otrzymała nadania w ziemi zawkrzeńskiej i przyjęła swoje nazwisko od dóbr Wieczwnia (obecnie Wieczfnia Kościelna). Służyli rycersko, jako rotmistrzowie, pułkownicy i regimentarze wojsk koronnych, w wojnach z: Tatarami, Turcją, Moskwą i Multanami, często poświęcając swoje życie. Do końca I Rzeczypospolitej wielu z nich, mając gruntowne wykształcenie zdobyte w kolegiach jezuickich, Akademii Krakowskiej i Zamojskiej, pełniło urzędy grodzkie i ziemskie, głównie sędziowskie, na Rusi Czerwonej oraz funkcje sekretarzy królewskich, kolejno królów: Władysława IV, Jana Kazimierza, Michała Korybuta Wiśniowieckiego, Jana III Sobieskiego i Augusta II Mocnego oraz podkomorzego koronnego i szambelana Stanisława Augusta Poniatowskiego. Brali udział w: Konfederacji Barskiej, wojnie z Austrią 1809, wojnie z Rosją 1812, Wiośnie Ludów w Galicji 1848, Powstaniu Węgierskim 1848, Powstaniu Styczniowym, I Wojnie Światowej, Kampanii Wrześniowej 1939, II Wojnie Światowej na Zachodzie oraz w Powstaniu Warszawskim. Wielu przedstawicieli rodziny od początków XVII wieku było ludźmi pióra: poetami, pisarzami, tłumaczami literatury historycznej i religijnej, publicystami i dziennikarzami, którzy publikowali w językach: łacińskim, polskim i francuskim.

## Przedstawiciele rodu
- Adam Mrozowicki (1705-1775) – starosta stęgwilski, regimentarz wojsk koronnych, konfederat barski, skarbnik lwowski, podsędek ziemski lwowski
- Adam Kazimierz Mrozowicki (1877-1914) – porucznik artylerii wojsk Austrio-Węgier
- Aleksander Mrozowicki (1555-1600) – mąż rycerski, uczestnik wojen z: Turcją, Wołoszczyzną i Tatarami
- Aleksander Mrozowicki (1674-1733) – podstoli bracławski, sędzia kapturowy ziemi halickiej
- Barbara Aniela Mrozowicka (1741-1796) – starościanka stęgwilska, benedyktynka sakramentka
- Franciszek Mrozowicki (1788–1843) – porucznik ułanów Księstwa Warszawskiego
- Irena Mrozowicka (1863-1939) – pisarka dla młodzieży i dzieci, działaczka społeczna
- Jan Franciszek Mrozowicki (1652-1714) – sędzia ziemski lwowski, pisarz ziemski halicki, sędzia i podstarości buski, stolnik trembowelski, deputat na Trybunał Koronny, poseł na Sejmy
- Jan Klemens Mrozowicki (1910-1972) – kapitan żeglugi wielkiej, literat
- Jerzy Mrozowicki (1605-1677) – sekretarz królewski, deputat na Trybunał Główny Koronny w Lublinie, rotmistrz pospolitego ruszenia ziemi halickiej, pisarz ziemski halicki, poseł na sejmy, podstarości halicki, podstarości lwowski, poseł do hospodara mołdawskiego Bazylego Lupu, pisarz ziemski żydaczowski, sędzia kapturowy ziemi halickiej, podstarości i sędzia grodzki krakowski, komornik ziemski krakowski, elektor w latach: 1632, 1648 i 1669
- Józef Michał Mrozowicki (1913-1940) – komendant główny Legionu Młodych, prezes Legionu Młodzieży Polskiej, redaktor naczelny Kuźni Młodych, publicysta
- Józef Michał Wincenty Kazimierz Mrozowicki (1747-1828) – pułkownik JKM, konfederat barski, członek Stanów Galicyjskich
- Konstanty Stanisław Mrozowicki (1649-1717) – sekretarz królewski, prezydent Lubelskiego Trybunału Koronnego, ksiądz, administrator sede vacante Archidiecezji Lwowskiej, kanclerz kapituły metropolitalnej, oficjał, wikariusz generalny i archidiakon lwowski, proboszcz buski i rohatyński
- Marcin Mrozowicki (1651-1688) – cześnik buski, podstoli grabowiecki, elektor 1669
- Michał Władysław Mrozowicki (1826-1871) – kapitan Legionu Polskiego na Węgrzech, komisarz pełnomocny Rządu Narodowego Powstania Styczniowego w Księstwach Naddunajskich, Komisarz Wojenny i Administracyjny w Mołdawii, publicysta
- Michał Piotr Mrozowicki (ur. 1956-) – profesor dr habil., literaturoznawca, romanista
- Mikołaj Sabba Mrozowicki (1739-1827) – podkomorzy JKM, konsyliarz i członek Rady Generalnej Konfederacji Barskiej, rotmistrz chorągwi pancernej, elektor 1764, członek Stanów Galicyjskich
- Paweł Mrozowicki (1589-1640) – podstarości i pisarz grodzki trembowelski, pisarz ostrzeszowski, poseł na Sejm, elektor 1632
- Paweł Mrozowicki (1645-1697) – sędzia ziemski halicki, sędzia kapturowy ziemi halickiej, pisarz ziemski halicki, podstarości lwowski, notariusz ziemski halicki, sędzia grodzki lwowski, pisarz grodzki żydaczowski, komornik graniczny żydaczowski i lwowski, deputat na Trybunały Koronne, elektor 1669 i 1674
- Regina Anastazja Mrozowicka (1879-1968) – literatka, dziennikarka, tłumaczka literatury francuskiej
- Stanisław Mrozowicki (1585-1618) – rotmistrz Lisowczyków
- Stanisław Mrozowicki Morozenko (1610-1649) – pułkownik korsuński
- Stanisław Mrozowicki (1677-1704) – skarbnik lwowski
- Stanisław Mrozowicki (1757-1832) – członek Stanów Galicyjskich, członek władz tymczasowych Galicji w 1809 roku
- Teodor Józef Tadeusz Ignacy Mrozowicki (1784-1862) – pionier przemysłu cukrowniczego w Galicji
- Wizyta Teresa Mrozowicka (1758-1774) – starościanka stęgwilska, tłumaczka literatury historycznej
- Zofia Kazimiera z Mrozowickich Rudnicka (1828-1903) – powieściopisarka, nowelistka, pisarka dla dzieci
- Zofia Mrozowicka (1861-1917) – pisarka pozytywistyczna, publicystka i działaczka społeczna
- Zofia Janina z Żelskich Mrozowicka (1888-1970) – dziennikarka, działaczka społeczna

## Literatura dodatkowa
- Mrozowicki herbu Prus. W: Kasper Niesiecki: Korona polska przy złotej wolności starożytnymi wszystkich katedr, prowincji i rycerstwa klejnotami.... T. III. Lwów: drukarnia Collegium Lwowskiego Societatis Jesu, 1740, s. 317–318.